# Wolschheim
Wolschheim – miejscowość i gmina we Francji, w regionie Grand Est, w departamencie Dolny Ren.
Według danych na rok 1990 gminę zamieszkiwało 265 osób, a gęstość zaludnienia wynosiła 73 osób/km² (wśród 903 gmin Alzacji Wolschheim plasuje się na 618. miejscu pod względem liczby ludności, natomiast pod względem powierzchni na miejscu 580.).